# Groupe urgence sinistre
Pour les articles homonymes, voir GUS.

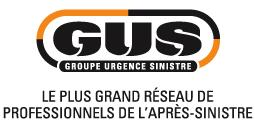
Logo de l'entreprise

Groupe urgence sinistre (GUS) est une entreprise spécialisée dans les interventions après sinistre sur des bâtiments. Elle fonctionne sous le principe de la franchise commerciale, agissant comme franchiseur auprès d'environ 240 entrepreneurs franchisés. Son siège social est à  Lévis (Québec, Canada) et ses franchisés sont répartis dans sept provinces canadiennes. Ses franchisés offrent des services dans les domaines suivants : nettoyage à sec et buanderie, restauration, rénovation et construction, aménagement paysager, drains et égouts, déshumidification, sécurité ainsi que service de logements temporaires après sinistre et remplacement de meubles.

## Historique
Le groupe a été fondé en 1991 par Doris Landry et Louise Larochelle, qui possédaient de l'expérience en assurance et dans les travaux de nettoyage et de restauration après sinistre. En date de 2020, le propriétaire est René-Charles Landry, fils des fondateurs.

## Fondation GUS

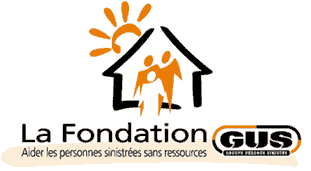
Logo de la fondation

En 2001, Groupe urgence sinistre a mis sur pied une fondation visant à soutenir des familles sans ressources victimes de sinistres par l'achat de biens essentiels et de services professionnels après sinistre.

## Reconnaissances
- 2006 - Prix de la ville de Lévis: Le 5 mai 2006, l'entreprise reçoit le Prix d'excellence de la Ville de Lévis dans le contexte des Pléiades - Prix d’excellence, organisé par la Chambre de commerce de Lévis[3].